# Carol, Prinț de Brandenburg

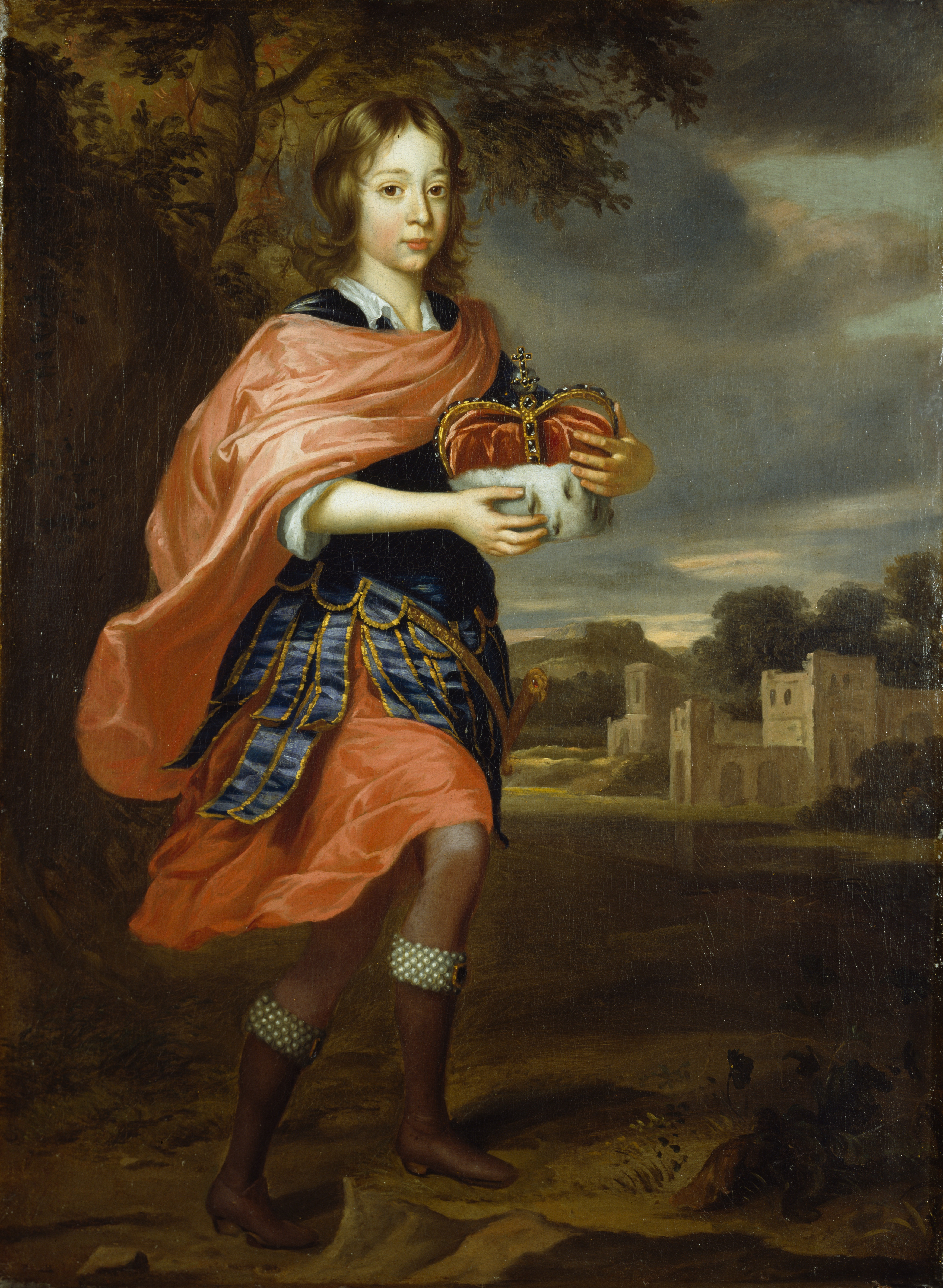
Carol, Prinț de Brandenburg

Carol Emil, Prinț de Brandenburg (16 februarie 1655, Berlin – 7 decembrie 1674, Strasbourg) a fost prinț german și moștenitor aparent al Electoratului de Brandenburg.

## Biografie

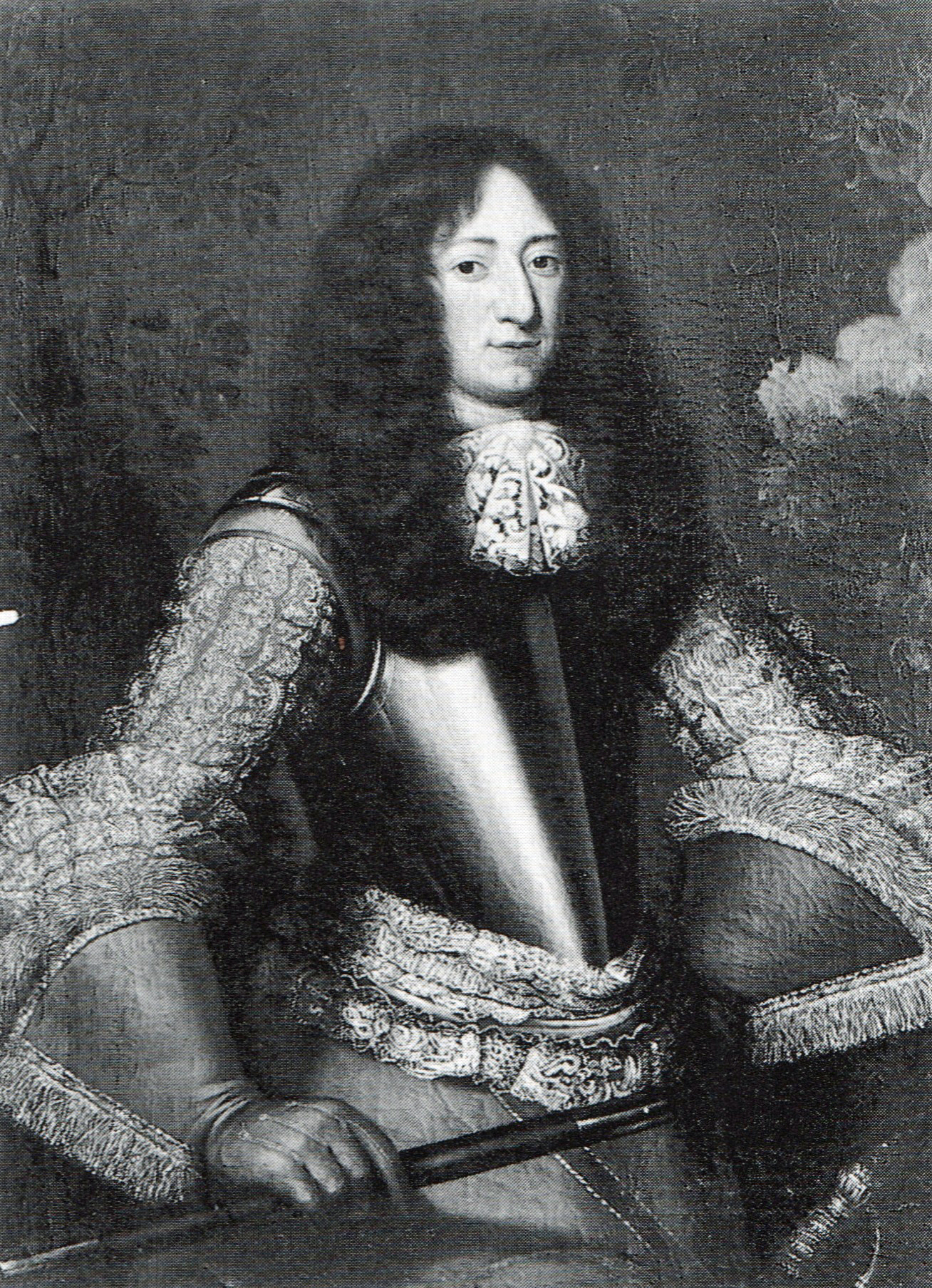
Carol, Prinț de Brandenburg

A fost al doilea fiu al lui Frederic Wilhelm, Elector de Brandenburg și al primei lui soții, Contesa Luise Henriette de Nassau, însă în momentul nașterii sale, era fiul cel mare, fratele său, Wilhelm Henric, murise la vârsta de doi ani, în 1649. Născut exact în ziua când tatăl său împlinea 35 de ani, după șase ani de sarcini fără succes ale mamei sale, a fost foarte dorit. Semăna cu tatăl său și a fost crescut pentru a fi ca el  - spiritual, temperat și întotdeauna în favoarea războiului și a vânătorii (cel mai eficient mod de a-l supune el a fost întotdeauna pentru tutorele său să-i ia sabia pentru câteva zile).
În 1670 a fost făcut colonel al regimentului Radziwiłł zu Fuß și patru ani mai târziu el și tatăl său au condus forțele din Brandenburg în incursiuna sa în Alsacia în timpul războiului franco-olandez. Campania s-a împotmolit repede prin neîncetatele manevre ale comandantului imperial Bournonville căruia îi era frică sau nu dorea să lupte. A sosit o toamnă rece și umedă, ceea ce a dus la probleme de aprovizionare și la apariția bolilor în armata Brandenburg. Carol s-a îmbolnăvit la sfârșitul lunii noiembrie și la începutul lunii decembrie a fost trimis la Strasbourg pentru a se recupera. După șapte zile de febra în creștere el a murit de dizenterie.